# 9748 van Ostaijen
9748 van Ostaijen è un asteroide della fascia principale. Scoperto nel 1989, presenta un'orbita caratterizzata da un semiasse maggiore pari a 2,3388325 UA e da un'eccentricità di 0,0652435, inclinata di 6,55441° rispetto all'eclittica.